# Lodewijk van den Berg
Lodewijk van den Berg (Sluiskil, 1932. március 24. – 2022. október 16.) amerikai-holland vegyészmérnök, űrhajós. Az egyik legidősebb (53 éves) újonc űrhajós.

## Életpályája
1961-ben a Műszaki Egyetemen (Delft) vegyészmérnöki diplomát szerzett. 1972-ben a Delaware-i Egyetem keretében doktorált (MSc), majd 1975-ben megvédte doktorátusát (Ph.D. – kristálynövekedés VCGS kemencében). 1975-től amerikai állampolgár. Az EG & G Corporation tudósa. 2004-től a Constellation Technology Corporation (Largo) tudósa.
Az EG & G Corporation kezdeményezésére a NASA speciális engedéllyel lehetővé tette, hogy 1983. június 5-től a Lyndon B. Johnson Űrközpontban űrhajóskiképzésben részesüljön. Egy űrszolgálata alatt összesen 7 napot, 0 órát, 8 percet és 46 másodpercet (7,01 nap) töltött a világűrben. Űrhajós pályafutását 1985. május 6-án fejezte be.

## Űrrepülések
STS–51–B, a Challenger űrrepülőgép 7. repülésének pilótája. Az Európai Űrügynökség (ESA) Spacelab–3 laboratórium egyik specialistája. A biztosított VAPOR (VCGS) kemencében kristálynövekedést végzett. Egy űrszolgálata alatt összesen 7 napot, 00 órát, 8 percet és 46 másodpercet (168 óra) töltött a világűrben. 4 651 621 kilométert (2 890 383 mérföldet) repült, 111 alkalommal kerülte meg a Földet.

## Elismerések
- 2007. szeptember 28-án a 11430 (9560 PL) aszteroidát róla nevezték el (11430 Lodewijkberg).